# Cleome potosina
Cleome potosina är en paradisblomsterväxtart som beskrevs av Robins.. Cleome potosina ingår i släktet paradisblomstersläktet, och familjen paradisblomsterväxter. Inga underarter finns listade i Catalogue of Life.